# Tour de l'Éléphant
La tour de l'Éléphant (italien : Torre dell'Elefante) est la deuxième plus haute tour médiévale de Cagliari, après la tour de San Pancrazio.
Le bâtiment, l'un des monuments les plus importants de la ville, est situé dans le quartier Castello à côté de l'église de San Giuseppe. La visite du monument permet d'admirer de vastes panoramas sur la ville et ses environs.

## Histoire
La tour a été construite en 1307, sur ordre des consuls pisans Giovanni De Vecchi et Giovanni Cinquini, par l'architecte sarde Giovanni Capula, qui avait construit deux ans plus tôt la tour jumelle de San Pancrazio. Il a également conçu une troisième tour, la tour du Lion, incorporée au palais Boyl car elle a été gravement endommagée en 1708 par les bombardements britanniques, en 1717 par les canons espagnols et enfin en 1793 par l'attaque des Français, perdant ainsi sa partie supérieure.
En 1328, le côté nord de la tour a été fermé pour créer des maisons pour les fonctionnaires et les entrepôts. À l'époque espagnole, le bâtiment était également utilisé comme prison et les têtes coupées des prisonniers condamnés à mort et décapités dans la plazuela voisine (aujourd'hui Piazza Carlo Alberto) étaient suspendues à ses portes, à titre d'avertissement. À cet égard, il est rappelé que, dans la seconde moitié du XVIIe siècle, la tête du marquis de Cea, impliqué dans le meurtre du vice-roi Camarassa, y est resté pendue pendant plusieurs années. En 1906, par l'ingénieur Dionigi Scano, il y a eu une restauration visant à redonner la tour à son aspect d'origine, notamment par la libération du côté fortifié à l'époque aragonaise.
En plus de servir de défense, elle était et est toujours, avec la tour de San Pancrazio, la porte principale pour entrer à Castello.

## Description

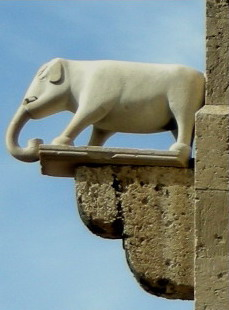
Sculpture qui donne son nom à la tour

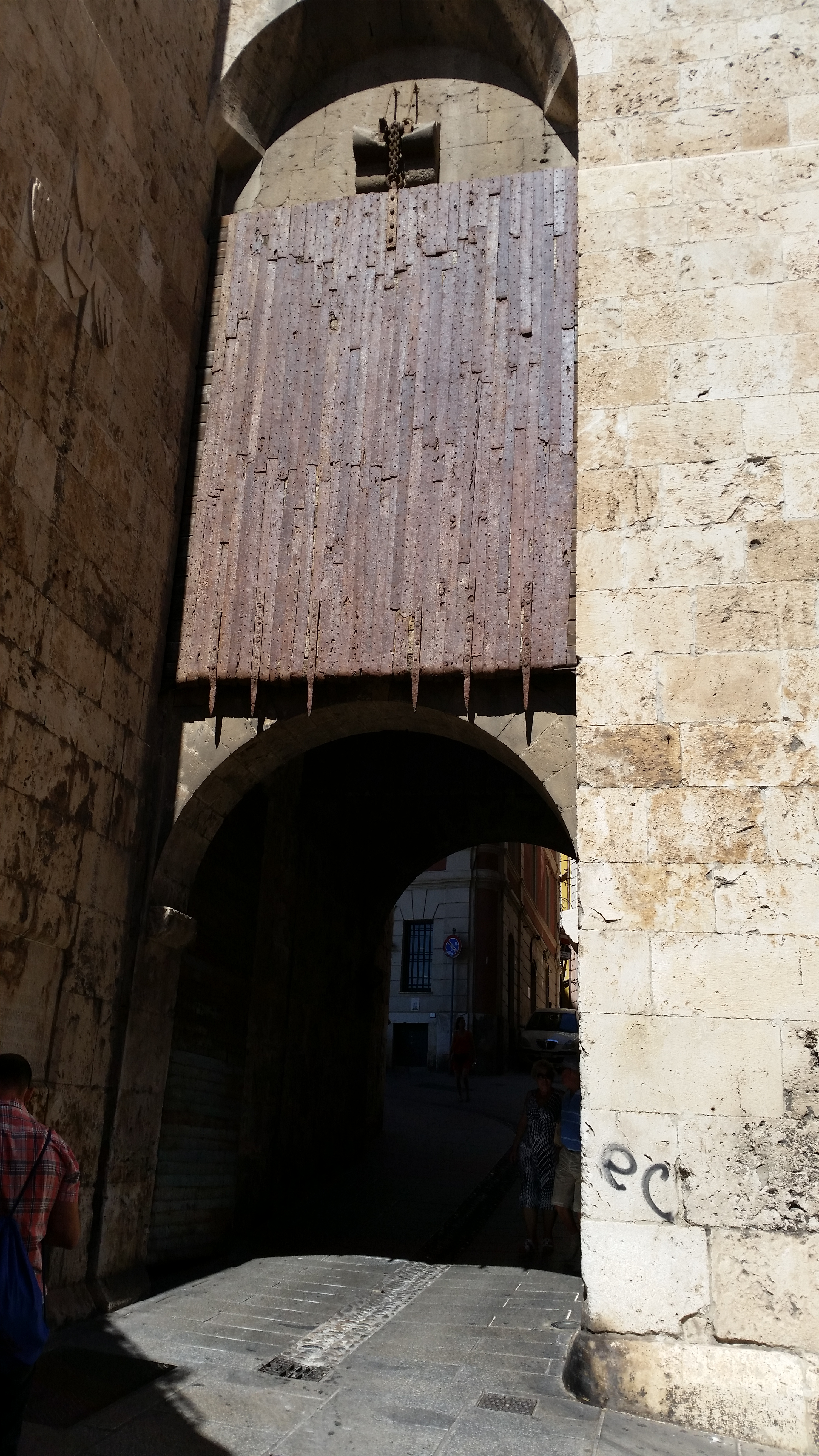
Le portail de la tour conserve encore une partie des anciennes barrières

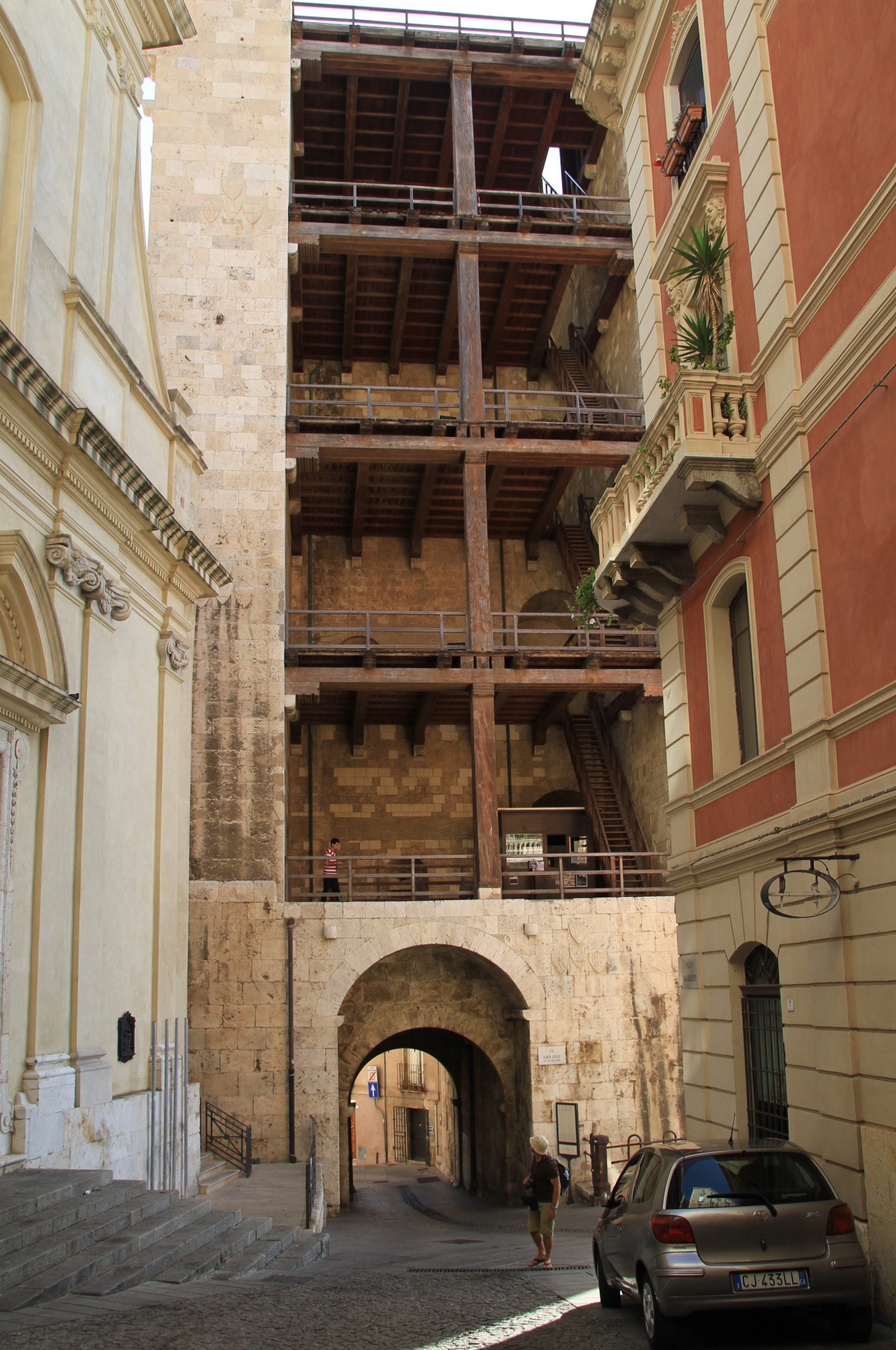
Vue depuis l' église de San Giuseppe Calasanzio (Cagliari)

Les trois côtés extérieurs de la tour ont été construits avec la pierre forte de Cagliari, un calcaire blanc extrait des carrières de Bonaria. Le quatrième côté, en revanche, face au Château, est ouvert de la manière typique des Pisans et montre les quatre étages construits sur des mezzanines en bois. La porte était bien défendue par de nombreuses barrières, trois portes robustes et deux volets. Pour la défense d'en haut, une série de corbeaux supportait un échafaudage en bois.
La tour mesure 30 mètres  de hauteur, et du côté de via Cammino Nuovo, jusqu'à 42 mètres de hauteur.
On remarque plusieurs armoiries du XIVe siècle, y compris celle de la ville et, sur un socle en saillie du mur, la petite sculpture d'un éléphant (choisi parce qu'il était l'un des symboles utilisés par Pise).